# Дардански мир
Дардански мир склопљен је 84. године п. н. е. између Понтског краљевства и Римске републике. Овим миром завршен је Први митридатски рат.

## Мир
Док су још расправљали о спроразуму, Сула је отишао у Хелеспонт где га је са флотом чекао Лукул Млађи и прешао у Азију. Код Дарданије у Троади Митридат и освајачи нашли су се лицем у лице. Ту је краљ потписао споразум. Дарданским миром Митридат Велики је пристао да плати одштету од 2000 таланата и одрекне се свих освојених територија у рату. Морао је да преда и део флоте коју је Корнелије Сула искористио за пребацивање својих војника у Италију. Ариобарзан и Никомед су поново преузели власт над Кападокијом и Битинијом. 